# آنا بویاجیان
آنا سورنی بویاجیان (ارمنی: Աննա Սուրենի Բոյաջյան؛ انگلیسی: Anna Boyajyan؛ زاده ۲۹ اوت ۱۹۵۴ - درگذشته ۲۹ ژانویهٔ ۲۰۱۵) یک گیاه‌شناس و قارچ‌شناس اهل ارمنستان بود.

## زندگی‌نامه
وی در ۲۹ اوت ۱۹۵۴ در ایروان به دنیا آمد و از دانشگاه دولتی ایروان فارغ‌التحصیل شد. وی همچنین برندهٔ جوایزی همچون نشان آنانیا شیراکاتسی () شده است. وی در ۲۹ ژانویهٔ ۲۰۱۵ در سن ۶۰ سالگی در ایروان درگذشت.

## یادداشت
1. ↑  կենսաբանական գիտությունների դոկտոր